# Rocco Gatto
Rocco Gatto (Gioiosa Ionica, 28 agosto 1926 – Gioiosa Ionica, 12 marzo 1977) è stato un imprenditore italiano, mugnaio vittima della 'ndrangheta, medaglia d'oro al valor civile.
(Rocco Gatto si scaglia contro la 'ndrangheta durante un'intervista televisiva)

## Biografia
Era un uomo onesto e lavoratore iscritto al Partito Comunista Italiano, lavorava in un mulino a Gioiosa Ionica come garzone. Con il passare del tempo divenne il proprietario dell'attività (nel 1964) ma subito dopo giunse la 'Ndrangheta (il clan degli Ursino) con le sue richieste estorsive. Egli resistette ma subì varie minacce, intimidazioni e furti fino all'incendio del mulino. Nonostante ciò, Gatto non si piegò (veniva da una famiglia determinata, onesta, di alti principi) e continuò la sua battaglia contro l'arroganza mafiosa.

## L'omicidio
Il 6 novembre 1976 il capoclan Vincenzo Ursini rimane ucciso in un conflitto a fuoco con i carabinieri e la 'ndrina pensa ad un'esecuzione quindi reagisce violentemente e impone il coprifuoco in tutto il paese in onore del boss defunto. Vennero rispediti a casa i commercianti ambulanti giunti fino a Gioiosa Ionica per il mercato e venne imposta la chiusura di tutti gli esercizi commerciali, ma Rocco Gatto non ci sta e si ribella nuovamente denunciando il tutto con nomi e cognomi ai carabinieri e alla magistratura. La 'ndrangheta però non tollera il suo operato e il 12 marzo 1977 si muove violentemente. Rocco era alla guida del suo furgone di lavoro lungo la strada provinciale per Roccella Ionica; i killer lo attendono sotto un ponticello e al suo passaggio gli sparano tre colpi di lupara uccidendolo.

## Il sostegno della società
All'omicidio seguirono numerose manifestazioni di piazza contro la 'ndrangheta, il padre di Rocco portò avanti la sua battaglia di civiltà e nel 1978 venne creato un murale a Gioiosa Ionica in piazza Vittorio Veneto da militanti del PCI di Milano e da artisti locali in onore di Gatto e di tutte le vittime delle cosche. Il murale è stato restaurato nel 2008 grazie al contributo finanziario della Provincia di Reggio Calabria su proposta del consigliere provinciale di Rifondazione Comunista Omar Minniti, in risposta ad un appello lanciato dal Comitato pro-murales di Gioiosa Ionica e dall'Associazione daSud. In questa occasione si sono ritrovati gli stessi artisti che lo realizzarono a dar gli stessi colori sull'angolo del Cinema di allora e "Teatro Gioiosa" oggi.
(Il Presidente della Repubblica Italiana Sandro Pertini alla consegna della medaglia d'oro al valore civile a Rocco Gatto)

## Il processo
Per l'omicidio di Rocco Gatto vengono indagati e rinviati a giudizio Mario Simonetta e Luigi Ursini ('ndrina Ursino) accusati di omicidio ed estorsione aggravata ma il 22 luglio del 1979 vengono assolti per insufficienza di prove dalla Corte d'assise di Locri, in Appello, il 6 maggio 1986, vengono nuovamente assolti dall'accusa di omicidio per insufficienza di prove ma condannati per estorsione aggravata Mario Simonetta a sette anni di reclusione e Luigi Ursini a dieci anni di reclusione più due milioni di lire di multa, sentenza che viene confermata dalla Corte Suprema di Cassazione il 14 aprile 1988.

## Videografia
- Granosangue (2007), cortometraggio, regia di Alberto Gatto[9]
- Il colore del tempo (2008), cortometraggio, regia di Alberto Gatto[10]